# Patricia de Constantinopla
Patricia de Constantinopla (Constantinopla, 664? - Nápoles, 13 o 25 de agosto de 685) fue una religiosa bizantina considerada santa por la Iglesia católica. Es co-patrona de la ciudad de Nápoles, en Italia.

## Hagiografía
Su existencia fue breve y las escasas noticias han sido transmitidas por fuentes tardías, basadas en la tradición transmitida oralmente por los miembros de su comunidad religiosa.
Parece que nació de una familia rica y noble de Constantinopla, descendiente del emperador Constantino I y, según algunos, pariente de Constante II, que intentó imponerle el matrimonio con la fuerza; se separó del lujo familiar para abrazar un estilo de vida sobrio y marcado por la sencillez, amparándose en Roma con su nodriza Aglaia para recibir la consagración virginal por el Papa.
Una vez muerto su padre, volvió a su patria. Dejó el palacio imperial renunciando a cada pretensión dinástica para distribuir su herencia a los pobres e ir en romería a la Tierra Santa. Durante el viaje, según la leyenda transmitida, naufragó en el islote de Megaride, en Nápoles, estableciendo en sus grutas su primera pequeña comunidad de oraciones y asistencia espiritual y moral a los pobres. Sin embargo, murió poco después de su llegada. Fue enterrada en el antiguo monasterio de los Santos Nicandro y Marciano.

## Reliquias

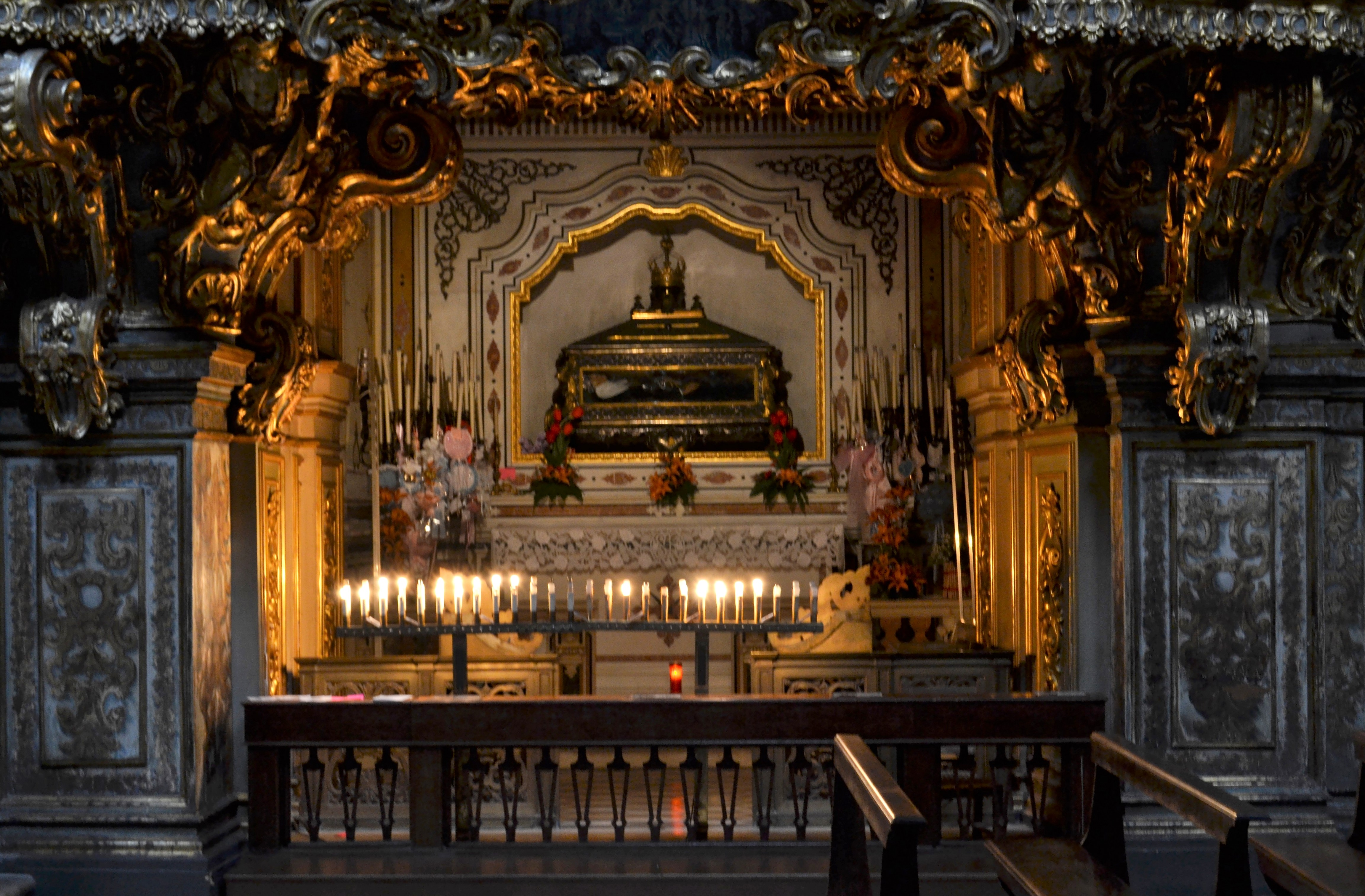
Reliquias de la santa en la Iglesia de San Gregorio Armeno, Nápoles.

En 1864 sus restos mortales fueron trasladados al monasterio de la Iglesia de San Gregorio Armeno y desde 1922 son custodiados por las Hermanas Crucificadas Adoratrices de la Eucaristía.

## Culto
Según la tradición, los martes y el 25 de agosto, día de la festividad de la santa, ocurre el prodigio de la licuefacción de su sangre, parecido al milagro de San Jenaro, patrón principal de Nápoles.